# João Batista da Conceição
João García Rico ou João Batista da Conceição (Almodóvar del Campo, 10 de julho de 1561 – Córdova, 14 de fevereiro de 1613) foi um sacerdote católico espanhol, reformador da Ordem da Santíssima Trindade e santo da Igreja Católica.

## Biografia
João García Rico nasceu no dia 10 de julho de 1561, na mesma cidade de João d’Ávila, Almodóvar del Campo, na Espanha. Aos 10 anos de idade João Garcia já era um asceta: passou a usar um cilício no corpo, a tomar diariamente a disciplina e a comer de modo muito frugal. O pequeno soube que uma santa havia consagrado sua virgindade a Deus. Correu então a lançar-se aos pés de uma imagem da Virgem María, e pediu-lhe que aceitasse também sua virgindade, concedendo-lhe a graça de viver sem a mais leve mancha.
João Garcia fez seus primeiros estudos com os carmelitas descalços de sua cidade, e o curso universitário em Baeza. Ainda adolescente, resolveu entrar para um convento dos padres trinitários. Em seu noviciado, João Garcia teve por mestre o futuro santo Simão de Rojas. Embora por humildade não quisesse tornar-se presbítero, os superiores, vendo seus dotes tão extraordinários, o obrigaram a preparar-se para o sacerdócio. Lope de Vega (escritor e poeta do Século de Ouro Espanhol) o chamava 'o mais belo gênio da Espanha'. Por sua eloquência, seus confrades o comparavam a São João Crisóstomo e a São Bernardo de Claraval.
Em 8 de maio de 1594, um capítulo geral reunido em Valladolid, para combater a decadência da Ordem, decretou que em cada província dela houvesse dois ou três conventos nos quais se praticasse a regra primitiva. João Garcia foi designado para o de Valdepeñas. Entrou para essa reforma no início de 1597. Eleito superior, restabeleceu a regra primitiva, fez com que os religiosos trocassem o nome de família pelo de um santo - ele tomou o de João Batista da Conceição - e fez com que se observasse a vigília de todas as festas da Santíssima Virgem.
João Batista da Conceição em sua reforma encontrou inúmeros obstáculos por parte dos religiosos, que não queriam viver uma vida de penitência. Por isso viajou a Roma para obter a sanção do papa. Em Roma seus superiores o haviam precedido e minado o terreno, de maneira que ele se viu praticamente só. Recebeu o conforto e amparo de dois grandes santos: Camilo de Lellis, fundador dos camilianos, e Francisco de Sales, então bispo eleito de Genebra, e que fora a Roma receber a sagração episcopal. Quase dois anos depois, em 20 de agosto de 1599, o papa Clemente VIII, com o Breve Ad militantis Ecclesiae regimen, aprovou e erigiu canonicamente os Trinitários Descalços e Reformados. João Batista entrou na posse do convento de Valdepeñas. Em 1605 foi eleito Provincial. Morreu no dia 14 de fevereiro de 1613.
No ano 1975, em 25 de maio, festa da Santíssima Trindade, na basílica de São Pedro, em Roma, o papa Paulo VI o proclamou santo.